# Escharopsis tatarica
Escharopsis tatarica är en mossdjursart som beskrevs av Androsova 1958. Escharopsis tatarica ingår i släktet Escharopsis och familjen Umbonulidae. Inga underarter finns listade i Catalogue of Life.